# Clarinete alto
El clarinete alto es un instrumento de viento de la familia del clarinete. Es un instrumento transpositor afinado normalmente en Mi♭, aunque se han fabricado en Fa y, en el siglo XIX, en Mi. También se conoce como clarinete tenor.  En tamaño se encuentra entre el clarinete soprano y el clarinete bajo, con el cual tiene un gran parecido en su cuerpo recto, hecho de madera de granadilla, o en ocasiones, desde los años cincuenta, de ebonita, con un cuello curvado y una campana hecha de metal. De aspecto tiene un gran parecido al corno di bassetto, pero se diferencia de este en tres puntos: está en Mi♭, carece de un registro de bajos tan extenso como este, y tiene un diámetro de cilindro interior más ancho que él de los corni di bassetto.

## Sonido
Las notas del clarinete alto son similares a las de los clarinetes más pequeños, y se tocan con una digitación virtualmente idéntica. El clarinete alto, sin embargo, tiene normalmente una nota no encontrada en la mayoría de los clarinetes sopranos, ya que permite alcanzar el Mi♭ (escrito). El registro sonoro del clarinete alto va desde el Sol♭ en la segunda octava debajo del Do central, hasta la mitad de la segunda octava por encima del Do central.

## Invención
La invención del clarinete alto ha sido atribuida a Iwan Müller y a Heinrich Grenser.  Existe la posibilidad de que fuera inventado de forma independiente en Los Estados Unidos de América; el Museo Metropolitano de Arte tiene un clarinete alto en Mi♭, catalogado como un clarín alto, atribuido a un inventor anónimo americano, y construido alrededor de 1820. Este instrumento tiene un gran parecido a los clarinetes bajos hechos alrededor de 1810 por George Catlin de Hartford, Connecticut y sus aprendices. Luego, de vuelta en Europa, Adolphe Sax hizo notables mejorías en el clarinete alto.

## Uso

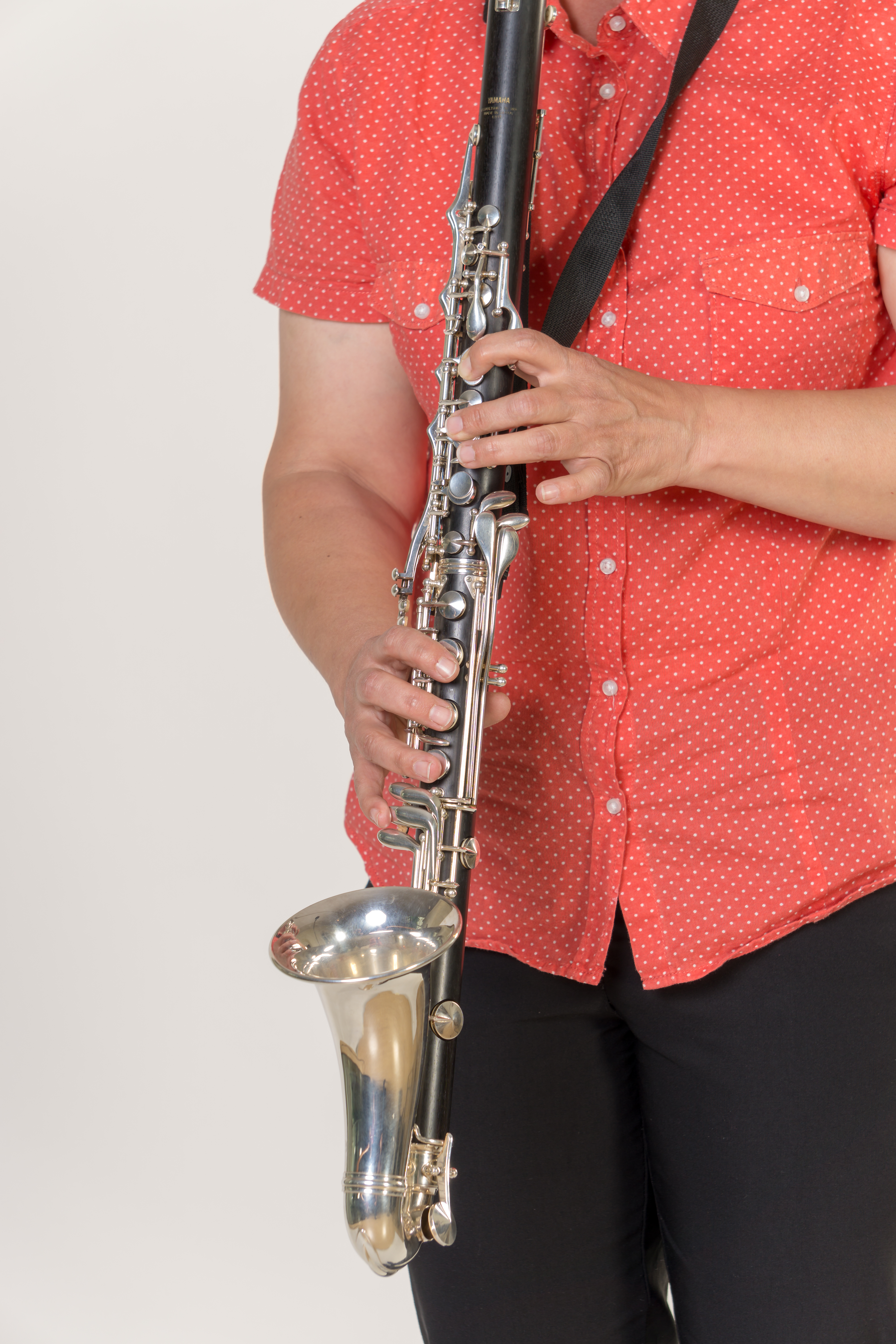
Persona tocando el clarinete alto

### Uso en conjuntos musicales
El clarinete alto generalmente no ha sido demasiado usado en partituras orquestales. (Una excepción importante es Threni de Igor Stravinsky.)
Es usado mayoritariamente por orquestas, donde a menudo toca otras voces como la del saxofón alto, y en coros de clarinetes. Algunos músicos de jazz, Hamiet Bluiett, Vinny Golia, J. D. Parran, Petr Kroutil, Joe Lovano y Gianluigi Trovesi (Marcos Miranda) entre ellos, han hecho uso del clarinete alto.

### Abandono en algunos conjuntos
Al menos desde finales de los años cuarenta, ha habido discusiones acerca de si el clarinete alto podría o debería ser eliminado de la banda de viento estándar. Los argumentos normalmente usados incluyen un volumen relativamente bajo, tono mediocre, y el hecho de que su parte es casi siempre tocada por otros instrumentos. (Una notable excepción es un solo de clarinete alto en la famosa pieza de Percy Grainger, Lincolnshire Posy.) Muchas orquestas del high school y del primer ciclo del high school han dejado de utilizar el instrumento por estas razones.